# 北亚稠李
北亚稠李（学名：Padus racemosa var. asiatica）为蔷薇科稠李属下的一个变种。

## 扩展阅读
- 維基物種上的相關：北亚稠李